# Stockum (Werne)
Stockum ist ein Ortsteil der westfälischen Stadt Werne, Kreis Unna.

## Geographie

### Lage
Stockum liegt im Osten der Stadt Werne. Im Süden bildet die Lippe die Grenze.

### Gliederung
Stockum gliedert sich in den Hauptsiedlungskern im Süden des ehemaligen Gemeindegebietes und die Bauerschaften Horst und Wessel, die nördlich davon liegen.

### Nachbargemeinden
Stockum grenzte im Jahr 1974 im Uhrzeigersinn im Westen beginnend an die Stadt Werne, die Gemeinde Herbern und an die Stadt Bockum-Hövel (damals alle im Kreis Lüdinghausen) sowie an die Gemeinden Herringen und Sandbochum (beide im Kreis Unna).

## Geschichte
Stockum gehörte bei der Errichtung der Ämter in der preußischen Provinz Westfalen zusammen mit den Gemeinden Capelle und Kirchspiel Werne zum Amt Werne im Kreis Lüdinghausen. Das Amt Werne wurde am 1. November 1922 aufgelöst. Die Landgemeinde Werne wurde mit der Stadt Werne vereinigt. Stockum kam zum Amt Herbern, Capelle zum Amt Nordkirchen.
Am 1. Januar 1975 wurde Stockum in die Stadt Werne eingegliedert und kam mit dieser in den Kreis Unna.

### Wappen
| Wappen der früheren Gemeinde Stockum (Lippe) | Blasonierung: „Gespalten in Rot und Silber (Weiß), vorn mit zwei durchgehenden silbernen (weißen) Balken belegt; hinten ein aus dem Schildhaupt hervorbrechender roter Blitz.“                                                                                  |
| Wappen der früheren Gemeinde Stockum (Lippe) | Wappenbegründung: Das Wappen wurde am 22. Juni 1955 vom nordrhein-westfälischen Innenminister verliehen. Die Farben stammen aus dem Wappen der Herren von Stockum bzw. Hövel, der Blitz steht für das zwischen 1913 und 1917 errichtete Kraftwerk Gersteinwerk. |

## Einwohnerzahlen
| Jahr | Einwohner |
| ---- | --------- |
| 1961 | 2464      |
| 1970 | 3829      |
| 1974 | 4113      |
| 1987 | 4260      |

## Verkehr

### Straßen
Die Landesstraße L 507 führt im Westen nach Werne und Selm, im Osten nach Bockum-Hövel, Hamm-Norden, Dolberg und Beckum. Die Landesstraße L 518, die den Norden Stockums bei der Bauerschaft Horst durchquert, führt ebenfalls nach Werne und Bockum-Hövel. Die Landesstraße L 844 bringt die Stockumer in nordwestlicher Richtung nach Herbern, Ascheberg, Davensberg, Ottmarsbocholt, Senden und Appelhülsen. Anschließend geht sie in der Bundesstraße 525 auf.
Durch Stockum führen die Kreisstraßen 4 nach Sandbochum und Pelkum, 5 nach Walstedde sowie 12 nach Werne, Bockum-Hövel und Heessen.

### Öffentlicher Personennahverkehr
Die Schnellbuslinie S 10 und die Regionallinie R 14 der Verkehrsgesellschaft Kreis Unna fahren von Hamm kommend auf unterschiedlichen Linienwegen über Hövel und Bockum durch Stockum nach Werne und Lünen.
Der Bahnhof Stockum (Bz. Münster,Westf) liegt an der Werne–Bockum-Höveler Eisenbahn, welche schon seit einigen Jahren nicht mehr aktiv betrieben wird.